# Ichi the Killer (film)
(Kakihara)
Ichi the Killer (殺し屋１?, Koroshiya Ichi) è un film del 2001 diretto da Takashi Miike.
Il soggetto è tratto dall'omonimo manga di Hideo Yamamoto.

## Trama
Il film si apre in medias res e tra i titoli di apertura vediamo Ichi, uno psicopatico serial killer, nell'atto di masturbarsi mentre osserva una prostituta venire picchiata e violentata dal proprio protettore in un appartamento.
Nel frattempo il boss del crimine Anjo viene trovato brutalmente smembrato. Un team di ripulitori guidato da Jijii si mette subito al lavoro rimuovendo i resti di Anjo e ogni traccia del massacro, che attribuiscono come opera di Ichi. Il giorno seguente la stanza viene visitata dagli altri criminali, fra questi il sicario e luogotenente di Anjo, Kakihara, uno yakuza sfregiato amante del dolore e sadomasochista. Trovando la sala pulita, i criminali concludono che Anjo sia scappato fuori città con la sua fidanzata portandosi 300 milioni di yen, che sono stati in realtà presi da Jijii.
Kakihara si reca a visitare la fidanzata di Anjo, Karen, una prostituta dalla parlantina inglese, e le dice di credere che Anjo sia ancora vivo, ma probabilmente rapito da una gang rivale. Nel night club dove trova Karen, Kakihara scopre Jijii e la sua squadra seduti a un tavolo vicino. Confrontato da Kakihara, Jijii indica come responsabile un uomo chiamato Suzuki, appartenente alla banda rivale Funaki. Fidandosi di Jijii, Kakihara rapisce e tortura brutalmente Suzuki tenendolo appeso con dei ganci conficcati alla sua pelle e versandogli addosso olio bollente. Suzuki, però, si rivela innocente. Per ripagarlo della tortura subita, Kakihara si taglia un pezzo di lingua e ne fa dono al capo dei Funaki.
Infuriato per l'inganno subito, Kakihara cerca di ritrovare Jijii per avergli fatto la soffiata, ma il vecchio sembra scomparso nel nulla. Vanno quindi ad assediare la stanza di un hotel per catturare un membro della squadra di Jijii, il tossicodipendente Kano, che si era sottoposto a interventi facciali per nascondere le proprie tracce. Kano ammette che Anjo è stato ucciso e di aver preso parte nel mascherare l'omicidio, inoltre dice a Kakihara che lui è il prossimo bersaglio di Ichi, il carnefice di Anjo.
Nel frattempo si scopre che Ichi è solito frequentare la prostituta della prima scena, la quale non ha molti clienti a causa dello stato in cui la riduce il suo protettore. Il serial killer allora, tornato a osservarli, entra nell'appartamento e uccide brutalmente il pappone abusatore tranciandolo verticalmente in due con i rasoi affilatissimi della sua tuta da battaglia. Ichi poi si rivolge alla prostituta picchiata, Sailor, dicendole che adesso sarà lui ad abusarla al posto suo. Quando Sailor tenta di difendersi attaccando Ichi, lui la uccide istintivamente. Intanto, su richiesta di Suzuki, Kakihara viene buttato fuori dalla sua organizzazione, ma il resto della gang di Anjo continua ad essergli fedele. Suzuki allora offre tre milioni di yen per eliminare Kakihara.
Viene rivelato che Jijii ha deciso di sgominare, per ignote ragioni, Kakihara e la sua banda, prendendo sotto la sua ala protettrice Ichi, il quale è stato suggestionato da lui inculcando nella sua memoria un falso ricordo di quando una sua compagna di classe fu stuprata dagli altri studenti per averlo difeso e di come lui non fece niente per difenderla, provando invece la voglia di unirsi ai ragazzi che la violentavano. Il falso ricordo aiuta Jijii a manovrare Ichi, facendo leva sul suo senso di colpa e il suo desiderio sessuale confuso con quello di morte.
Una sera, mentre gira in bici, Ichi difende un bambino chiamato Takeshi da dei bulli. Takeshi è il figlio di Kaneko, uno degli scagnozzi di Kakihara ed ex poliziotto, licenziato per essersi perduto la pistola di ordinanza. Sotto gli ordini di Jijii, Ichi si reca in un appartamento dove si nascondono i criminali della banda di Anjo e li massacra. Mentre si allontana Ichi va incontro a Takeshi, che lo ringrazia per averlo difeso dai bulli. In seguito suo padre Kaneko aiuta Ichi in un momento di difficoltà e stringe un rapporto di amicizia con lui senza sapere chi sia realmente. Intanto Kakihara chiede l'aiuto di due poliziotti corrotti, Jiro e Saburo, per trovare Myu-Myu, una prostituta collegata a Ryu Long, un membro della squadra di Jijii. Quando Jiro non riesce a ottenere le informazioni da lei attraverso la tortura, Saburo annusa la sua vagina e "riconosce" l'odore di Long. Kakihara lo cattura con i poliziotti e lo tortura per ottenere informazioni.
Per trasformare Ichi in un completo assassino, Jijii fa in modo che Karen (con la quale si è alleato per questo scopo) lo seduca fingendo di essere la compagna di scuola della sua falsa memoria. Ma quando Karen dice che desiderava essere violentata da lui, Ichi si confonde e la uccide sgozzandola. Jijii telefona a Kakihara per fargli sapere che Ichi sta venendo a ucciderlo. Improvvisamente viene scoperto e attaccato da uno scagnozzo di Kakihara, ma Jijii si difende dimostrando di essere fisicamente potente e lo uccide. Usando la manipolazione che ha su Ichi, Jijii gli fa credere che Kaneko è suo fratello.
Ichi si reca al condominio dove vivono Kaneko e Takeshi. Qui si nasconde anche Kakihara, il quale scappa fino alla cima del palazzo inseguito da Ichi; i due iniziano a combattere,  ma il breve scontro che segue viene interrotto da Kaneko. Pensando di aver finalmente ritrovato una famiglia, Ichi ignora un Kakihara desideroso di combattere e si avvicina a Kaneko che crede suo parente, ma questo, spaventato, gli spara a una gamba. Ichi, in preda alla rabbia e allo sconcerto, uccide Kaneko davanti agli occhi di Takeshi. Orripilato, Ichi scoppia in lacrime e si lascia prendere a calci da Takeshi. Kakihara rimane deluso dal comportamento di Ichi e si trapassa i timpani delle orecchie con degli spilli per non sentire il pianto dell'avversario. Improvvisamente Kakihara vede Ichi che decapita Takeshi e lo attacca conficcandogli uno dei suoi rasoi nella fronte, facendolo barcollare e cadere dal palazzo.
Quando Jijii si avvicina al corpo di Kakihara, lo trova morto, ma senza la ferita in testa procurata da Ichi, segno che la scena dell'uccisione dell'uomo faceva parte dell'ultima allucinazione di Kakihara, il quale, quindi, si è suicidato, mentre sul tetto Takeshi continua a prendere furiosamente a calci Ichi per avergli ucciso il padre. Jijii ha compiuto la sua vendetta, ma non trova soddisfazione. Il film si chiude mostrando Jijii impiccato ad un albero in un parco mentre sotto di lui passa un gruppo di bambini, fra questi c'è anche un ragazzo che sembra Takeshi cresciuto.

## Distribuzione
Ichi the Killer è uscito in Italia in DVD in versione integrale nel 2008 per la Dynit. Dato che non è passato per le sale cinematografiche, è pertanto privo di visto censura, con però la dicitura "si consiglia la visione ad un pubblico adulto".

## Riconoscimenti
- 2002 - Fantafestival
  - Migliori effetti speciali
- 2003 - Fant-Asia Film Festival
  - Terzo posto
- 2003 Japanese Professional Movie Awards
  - Miglior regia
  - Miglior film

## Collegamenti ad altre pellicole
La scena dello stupro è una citazione da quella di Sonatine di Takeshi Kitano e, oltre ad avere analogie nelle battute, il protettore è Houka Kinoshita, che ha recitato proprio in Sonatine.

## Anime
È stato realizzato un prequel animato del film nel 2002, dal titolo Ichi the Killer - Episode 0, in cui lo stesso Miike presta la voce a Kakihara.